# Pashko Vasa
Pashko Vasa (Shkodra, 1825. szeptember 17. – Bejrút, 1892. június 29.) albán politikus, publicista, költő, író. Bár élete nagy részét Albánián kívül, az Oszmán Birodalom tisztviselőjeként élte le, a Rilindja, az albán nemzeti függetlenségi mozgalom kiemelkedő politikai teoretikusa és publicistája volt. A Sztambuli Bizottság alelnökeként nevéhez fűződött a Prizreni Liga politikai céljainak és követeléseinek megfogalmazása, az Oszmán Birodalmon belül etnikai alapon kialakítandó Albánia vilajet gondolata és a felekezeti megosztottságon felülemelkedő nemzeti egység, az albanianizmus eszméje. Költeményeit és prózai munkáit főként olasz és francia nyelven alkotta, de albán nyelven írt O moj Shqypni (Ó, Albánia) című verse az 1870-es évek végétől az egyik legnépszerűbb hazafias dal lett.
Unokaöccse volt Luigj Bumçi (1872–1945) római katolikus főpap, politikus.

## Neve
Neve a korabeli nyugati sajtóban Wassa Effendi vagy Vasa efendi formában terjedt el, miután pedig 1883-ban megkapta a pasa címet, gyakran a Vaso Pasha, Vaso Pasha Shkodrani avagy Vaso pasa, Vaso Shkodrani pasa alakban hivatkoztak rá.

## Életútja
Shkodrai katolikus családban született. Tizenhét éves korától, 1842-től 1847-ig a shkodrai brit konzulátus titkáraként dolgozott, megtanult angolul, olaszul, franciául, görögül és szerbül. 1847-ben munkahelyén felmondott és Itáliába utazott, hogy saját szemével lássa a kibontakozóban lévő, 1848-ban forrpontjára jutó forradalmi helyzetet. 1848 nyarán Bolognában tartózkodott, majd a velencei Szent Márk Köztársaságnak a Habsburg Birodalommal folytatott függetlenségi küzdelmeiben vett részt. Közeli ismeretséget kötött az előző évi nápolyi felkelés idemenekült veteránjaival. Vasa parancsnoki rangban maga is részt vett az 1849. május 4-én az osztrák Radetzky tábornok által megtámadott margherai erőd védelmében. Az augusztus 28-ai Habsburg-győzelmet követően Anconába menekült, ahol mint oszmán állampolgárt Konstantinápolyba toloncolták.
Az oszmán fővárosban a kezdeti nélkülözés időszakát követően sikerült tisztviselői állást nyernie a külügyminisztériumnál. Rövid ideig az Oszmán Birodalom londoni nagykövetségének munkatársa volt. Egyes források szerint Gaspër Krasniqi bevonta Vasát az 1862-es mirdita felkelés szervezésébe. Köztisztviselői pályája 1863 tavaszán vett fordulatot, amikor szerb nyelvtudására tekintettel az államférfi és történész Ahmed Dzsevdet pasa titkára és tolmácsa lett 20 hónapig, 1864 októberéig tartó boszniai és hercegovinai tanulmányútján. 1867 körül Aleppóban teljesített szolgálatot mint a Porta tisztviselője. Az 1870-es években ismét Konstantinápolyban tartózkodott, és bár továbbra is a birodalom tisztviselője volt, egyre tevékenyebben vetette bele magát az albán emigráció társadalmi-politikai mozgalmába.
1877 decemberében Abdyl és Sami Frashëri oldalán részt vett a Sztambuli Bizottság megalakításában, amely az albán nép egyenjogúsági törekvéseit volt hivatott támogatni. Részt vett a Prizreni Liga 1878-as megszervezésében, és a Sztambuli Bizottság alelnökeként 1878-ban az albán követeléseket tartalmazó memorandumot írt, amelyet a Liga a konstantinápolyi brit nagykövetnek nyújtott át. Abdyl Frashërivel együtt részt vett a berlini kongresszuson, ahol tiltakoztak az albán lakta területek elcsatolása miatt, és az Oszmán Birodalmon belüli albán autonómiát követeltek. Sami Frashëri, Hasan Tahsini és Jani Vreto mellett közreműködött egy albán ábécé kialakításában. E munka során 1878-ban egy kisebb füzetben publikálta elképeléseiket egy kizárólagosan latin betűket tartalmazó ábécéről L’alphabet latin appliqué à la langue albanaise (’Az albán nyelvre alkalmazott latin ábécé’) címen. 1879 októberétől a Sztambuli Bizottság művelődési tagozata, az Albán Irodalmat Kiadó Társaság (Shoqëria e të Shtypurit Shkronja Shqip) alapító tagja lett, és részt vett a nem sokkal később bevezetett sztambuli ábécé kidolgozásában.
1879-ben az Edirnei vilajet tisztviselői karának tagja lett, és közeli munkatársai közé tartozott Ismail Qemali, a három évtizeddel később függetlenné vált Albánia első miniszterelnöke. 1883-ban szolgálataiért elnyerte a pasa címet, 1883. július 18-án pedig Libanon főkormányzójává nevezték ki (a posztot e nemzetközi egyezményeknek megfelelően egy katolikus vallású oszmán alattvalónak kellett betöltenie). A kereskedelmi korrupciók és intrikák levantei világában hosszú betegség után Bejrútban halt meg hatvanhat éves korában, és egy közeli temetőben temették el.

### Magánélete
Vasa életét személyes tragédiák sora kísérte végig. Nem csak első, 1855-ben nőül vett feleségét, Drandét, de a frigyükből született öt gyerekből négyet el kellett temetnie. Később megházasodott, második felesége Catherine Bonatti lett, aki 1884-ben gümőkórban halt meg. Vasa egyetlen megmaradt leányát, Rozát fiatal felnőttként, 1887-ben veszítette el.

## Munkássága

### Publicisztikai életműve
Noha Vasa hivatalnokként és tisztviselőként az Oszmán Birodalom szolgálatában töltötte életét, főként publikációs tevékenységével a 19. századi albán nemzeti mozgalom, a Rilindja céljait szolgálta.
Első könyveiben külföldi útjain szerzett tapasztalatait, benyomásait adta közre. Az 1848–1849-es itáliai forradalmak eseményeiről 1850-ben Konstantinápolyban kiadott olasz nyelvű könyvében, La mia prigionia: Episodio storico dell’assedio di Venezia (’Bebörtönzésem: Velence ostromának történelmi epizódja’) címen számolt be. 1863–1864-es boszniai élményeiről és megfigyeléseiről 1865-ben adta ki francia nyelvű úti beszámolóját La Bosnie et l’Herzégovine pendant la mission de Djevdet Efendi (’Dzsevdet efendi küldetése Boszniában és Hercegovinában’) címmel. Az 1870-es évek Vasa számára már az albán érdekekért folyó küzdelem jegyében teltek, ezt egyre erőteljesebben tükrözte publicisztikai tevékenysége is. 1872-ben kiadta Esquisse historique sur le Monténégro d’après les traditions de l’Albanie (’Montenegró történetének vázlatos ismertetése az albán hagyományok alapján’) című munkáját.
Legjelentősebb, legnagyobb hatású politikai publicisztikája 1879-ben jelent meg Párizsban La vérité sur l’Albanie et les Albanais: Étude historique et critique (’Az igazság Albániáról és az albánokról: Történeti és kritikai tanulmány’) címmel, amelyet még ugyanabban az évben angolul, albánul, németül, törökül és görögül, 1884-ben arabul, 1916-ban pedig olaszul is kiadtak. Vasa politikai röpiratát azzal a céllal írta, hogy az európai nagyhatalmak vezetőit és politikaértő nagyközönségét megismertesse az albánok múltjával és törekvéseivel, ezzel megnyerje támogatásukat önállósági küzdelmeikhez. Bemutatta az albán föld és nép történelmét a pelaszgok és illírek korától egészen saját koráig, hangsúlyozva az albánság nyelvi különállását. A Prizreni Liga (1878–1881) küzdelmeinek céljait – Abdyl Frashërivel összhangban – az albán etnikai területek Oszmán Birodalmon belüli egyesítésében, az Albánia vilajet létrehozásában jelölte meg. Ez az elképzelés végigkísérte az elkövetkező évtizedek albán függetlenségi küzdelmeit, a birodalmon belüli albán vilajet kivívása még az 1912-es albán felkelésnek is egyik fő célja volt. A könyv fontos gondolata volt az utókor által albanianizmusnak nevezett eszmei alapállás: nemzetként való érvényesülése érdekében az albánságnak felül kell emelkednie felekezeti megosztottságán, a közös anyanyelven alapuló nemzeti összetartozást hitvallássá kell nemesíteni („Az albánok hite az albánság!”). Vasa munkájával egyszersmind jelentős lökést adott az albán őstörténeti kutatásokhoz is. Célja az albán és a görög etnikum – a korban nem egyértelmű – világos szétválasztása volt, és ennek örvén Vasa az albánok ősiségét igyekezett igazolni, ma már délibábosnak ható nyelvészkedéssel vezette le, hogy az ógörög istenek nevei az albánok elődeiül számon tartott pelaszgoktól, így végső soron az albán nyelvből származnak.
Később albán nyelvkönyvet is írt abból a célból, hogy anyanyelvéről lesöpörje az egzotikum hamis mítoszát, és a külföldiek számára is könnyen elérhető, megtanulható nyelvvé tegye. Könyvét végül 1887-ben adta ki Ludgate Hillben Grammaire albanaise à l’usage de ceux qui désirent apprendre cette langue sans l’aide d’un maitre (’Albán nyelvtan azok számára, akik tanítói segédlet nélkül kívánják megtanulni ezt a nyelvet’) címmel.

### Szépirodalmi életműve
Vasa költeményeit főként olasz, időnként francia nyelven írta, ezekből egy csokorra való 1873-ban Konstantinápolyban jelent meg Rose e spine (’Rózsák és tövisek’) címmel. A kötetben közreadott 41 vers Vasa legbensőségesebb személyi líráját villantotta fel, érzelmes költeményeiben szerelemről, szenvedésről, magányról és halálról vallott költői gondolataiba nyújtott betekintést. Líráján Giacomo Leopardi, Alphonse de Lamartine és Alfred de Musset költészetének hatása érződik. Anyanyelvén egyetlen, de annál híresebb és maradandóbb hazafias verset alkotott O moj Shqypni (Ó, Albánia) címen, amely Jékely Zoltán fordításában magyarul is olvasható. A Prizreni Liga időszakában (1878–1881) írt, a nemzeti ébredésre buzdító költemény a 19. század utolsó negyedében vívott függetlenségi küzdelem egyik legnépszerűbb dala lett. A versben Albánia „földre döntött büszke tölgyként” jelenik meg, amelyet az egymással marakodó, felekezetileg megosztott testvérek hagynak porba roskadni. Vaso versében az albanianizmus szószólójaként az összefogás reményében a vallás felett álló nyelvi és nemzeti egységet hirdette. Verseit később mások albánra fordították, és többük megjelent Visar Dodani 1898-as Mialté mblétese (’Méhek méze’) című albán költészeti antológiájában.
Élete vége felé, 1890-ben Albanus Albano álnéven Párizsban jelentette meg regényét Bardha de Témal: Scènes de la vie albanaise (’A temali Bardha: Jelenetek az albánok életéből’) címen. A mű bár nem anyanyelvén íródott, és a korábbi évtizedekben más albán nemzetiségű írók tollából is születtek idegen nyelven nagyprózai művek, az albán irodalomtörténet-írásban a Vasa-műnek tulajdonítják az első albán tematikájú regény elsőségét. Az 1842-ben Shkodrában játszódó szentimentális levélregényben a tisztes házasságban élt Bardha és szeretője, Aradi története bontakozik ki, de mintegy mellékesen felvillantja az észak-albániai mindennapok hagyományait is.

## Emlékezete

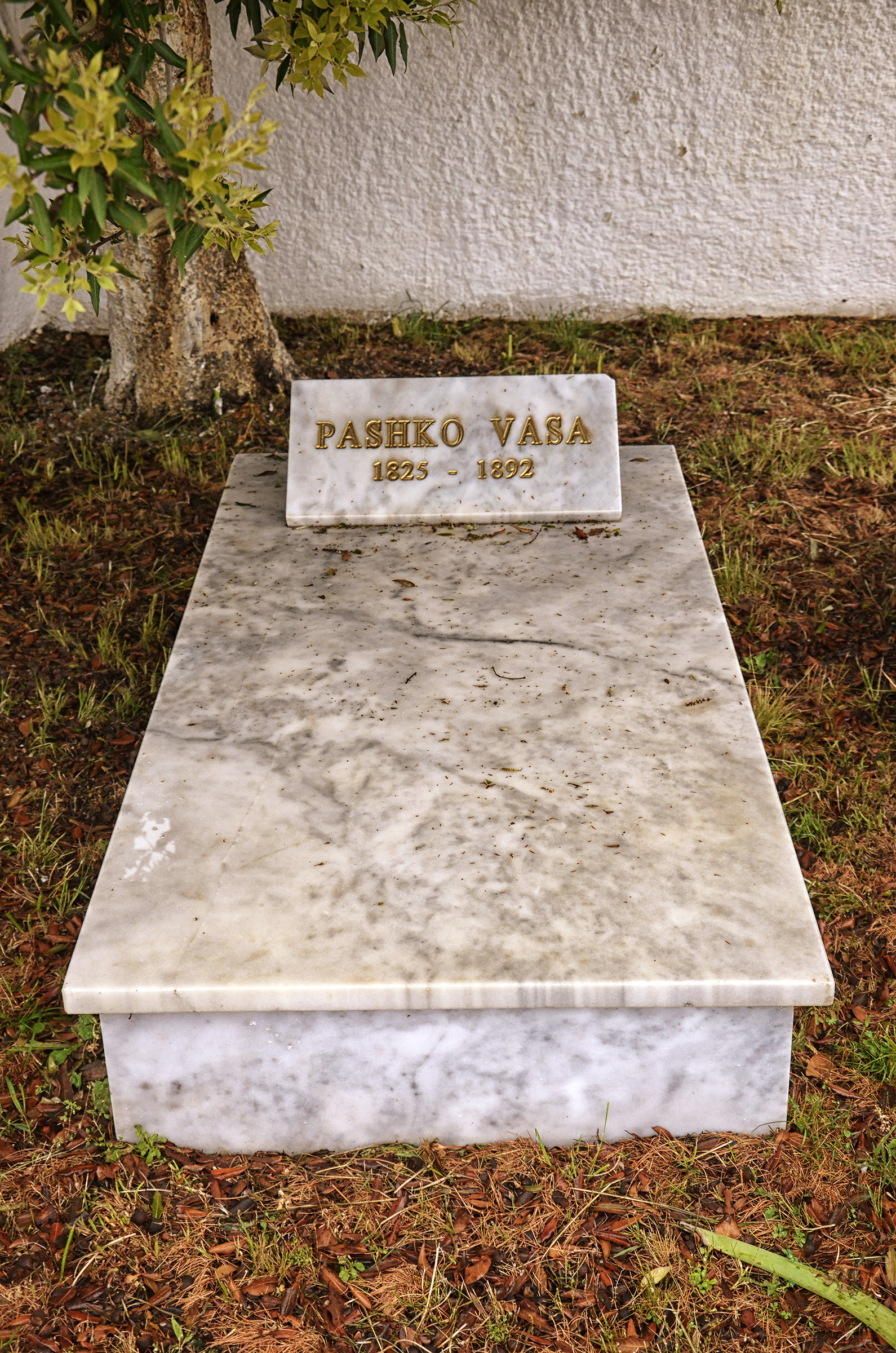
Sírja a shkodrai hősi temetőben

A Prizreni Liga megalapításának századik évfordulóján, 1978-ban hamvait hazahozták Libanonból, és szülővárosa, Shkodra határában, a hősök temetőjében ünnepélyes külsőségek között újratemették. A kommunista vallásüldözés évtizedeiben Pashko Vasa ideája, a felekezeti megosztottság felett álló nemzeti összetartozás, az albanianizmus gyakran kontextusából kiragadott hivatkozási alapként szolgált. A felekezetek feloszlatása, az ateizmus állami szintre emelése a pártfunkcionáriusok gyakran utaltak arra, hogy egy évszázaddal korábban már Vasa is leírta, „az albánok vallása az albánság”.
Shkodrai szülőházát ugyancsak 1978-ban átalakították, és emlékmúzeum nyílt meg a falai között: két szobájában a Prizreni Liga történetét, a harmadikban pedig Pashko Vasa életét bemutató tárlók kaptak helyet.